# Milwaukee Hawks 1953-1954
La stagione 1953-54 dei Milwaukee Hawks fu la 5ª nella NBA per la franchigia.
I Milwaukee Hawks arrivarono quarti nella Western Division con un record di 21-51, non qualificandosi per i play-off.

## Roster
| N°    | Naz.                   | Ruolo | Sportivo         | Anno | Alt. | Peso |
| ----- | ---------------------- | ----- | ---------------- | ---- | ---- | ---- |
|       | Stati Uniti (bandiera) | A     | Bob Peterson     | 1932 | 196  | 95   |
|       | Stati Uniti (bandiera) | G     | Isaac Walthour   | 1930 | 180  | 74   |
| 3     | Stati Uniti (bandiera) | GA    | Bill Calhoun     | 1927 | 191  | 82   |
| 5     | Stati Uniti (bandiera) | A     | Gene Dyker       | 1930 | 198  | 102  |
| 5     | Stati Uniti (bandiera) | AC    | Jack Nichols     | 1926 | 201  | 101  |
| 5     | Stati Uniti (bandiera) | C     | Chuck Share      | 1927 | 211  | 107  |
| 6     | Stati Uniti (bandiera) | A     | Dick Surhoff     | 1929 | 193  | 95   |
| 7     | Stati Uniti (bandiera) | GA    | Irv Bemoras      | 1930 | 191  | 84   |
| 7     | Stati Uniti (bandiera) | G     | Bob Harrison     | 1927 | 185  | 86   |
| 8     | Stati Uniti (bandiera) | AC    | Bob Lavoy        | 1926 | 201  | 84   |
| 8     | Stati Uniti (bandiera) | AC    | Don Lofgran      | 1928 | 196  | 91   |
| 9     | Stati Uniti (bandiera) | G     | Bill Tosheff     | 1926 | 185  | 79   |
| 10    | Stati Uniti (bandiera) | G     | Red Holzman      | 1920 | 178  | 79   |
| 11    | Stati Uniti (bandiera) | G     | Don Sunderlage   | 1929 | 185  | 82   |
| 12-15 | Stati Uniti (bandiera) | AC    | Lew Hitch        | 1929 | 203  | 91   |
| 13    | Stati Uniti (bandiera) | AC    | George Ratkovicz | 1922 | 198  | 100  |
| 14    | Canada (bandiera)      | AC    | Bob Houbregs     | 1932 | 201  | 95   |
| 14    | Stati Uniti (bandiera) | GA    | Max Zaslofsky    | 1925 | 188  | 77   |

## Staff tecnico
- Allenatori: Andrew Levane (11-35) (fino al 31 gennaio)[1], Red Holzman (10-16)